# Isla Fraile Grande
Isla Fraile Grande (también conocida como Isla Puerto Real) es la isla más grande del archipiélago venezolano de los Frailes, posee una superficie estimada de 75 hectáreas (equivalentes a 0,75 km²) y un largo máximo de 2.200 metros. Es la única del grupo de islas de los Frailes que posee un sitio para desembarcar y un caserío de pescadores. Se localiza al noreste de la Isla de Margarita, y de los islotes Cominoto y El Chaure; al norte del Estado Sucre en las coordenadas geográficas 11°11′43″N 63°44′09″O / 11.19528, -63.73583. Administrativamente hace parte de las Dependencias Federales de Venezuela.